# Raquel Rolnik
Raquel Rolnik (São Paulo, 1956) es una arquitecta y urbanista brasileña. Ha sido una de las principales gestoras de las políticas del partido de los Trabajadores en materia de vivienda digna, urbanismo y desarrollo local.

## Trayectoria
En 1978 egresó como arquitecta de la Universidad de São Paulo (USP), en 1981 obtuvo una maestría en arquitectura y urbanismo también por la USP y en 1995 un doctorado en la Graduate School Of Arts And Science (Escuela de Graduados de Artes y Ciencias) de la Universidad de Nueva York. Es profesora de la Facultad de Arquitectura y Urbanismo de la USP y de la Maestría en Urbanismo Facultad de Arquitectura y Urbanismo de la Pontificia Universidad Católica en Campinas.
Fue directora de planeamiento de la ciudad de São Paulo (1989–1992) durante la gestión de Luiza Erundina, coordinadora de urbanismo del Instituto Pólis (1997-2002) y secretaria nacional de Programas Urbanos del Ministerio de las Ciudades (2003-2007), en la primera presidencia de Luiz Inácio Lula da Silva. Durante seis años, hasta 2014, fue relatora especial de la ONU para el Derecho a la Vivienda Adecuada.
Es autora de los libros Guerra dos lugares: a colonização da terra e da moradia na era das finanças (2015),
 O que é Cidade (Ed. Brasiliense, 2004), Folha Explica - São Paulo (Publifolha, 2001), A Cidade e a Lei - legislação, politica urbana e territórios na cidade de São Paulo (1997). Ha escrito numerosos artículos y publicaciones sobre cuestiones urbanas y mantiene un blog personal con la misma temática. Es colaboradora habitual del diario Folha de S. Paulo y del portal Yahoo! Noticias.